# (38250) Tartois
(38250) Tartois est un astéroïde de la ceinture principale.

## Description
(38250) Tartois est un astéroïde de la ceinture principale. Il fut découvert le 31 août 1999 à Blauvac par René Roy. Il présente une orbite caractérisée par un demi-grand axe de 3,16 UA, une excentricité de 0,19 et une inclinaison de 2,3° par rapport à l'écliptique.
Il est nommé en hommage à Lucien Tartois (né en 1924, mort en 2011), astronome amateur, ami du découvreur, membre de longue date de la Société astronomique de France et ancien responsable du service culturel au Palais de la découverte.

## Compléments